# Polskie Towarzystwo Turystyczno-Krajoznawcze

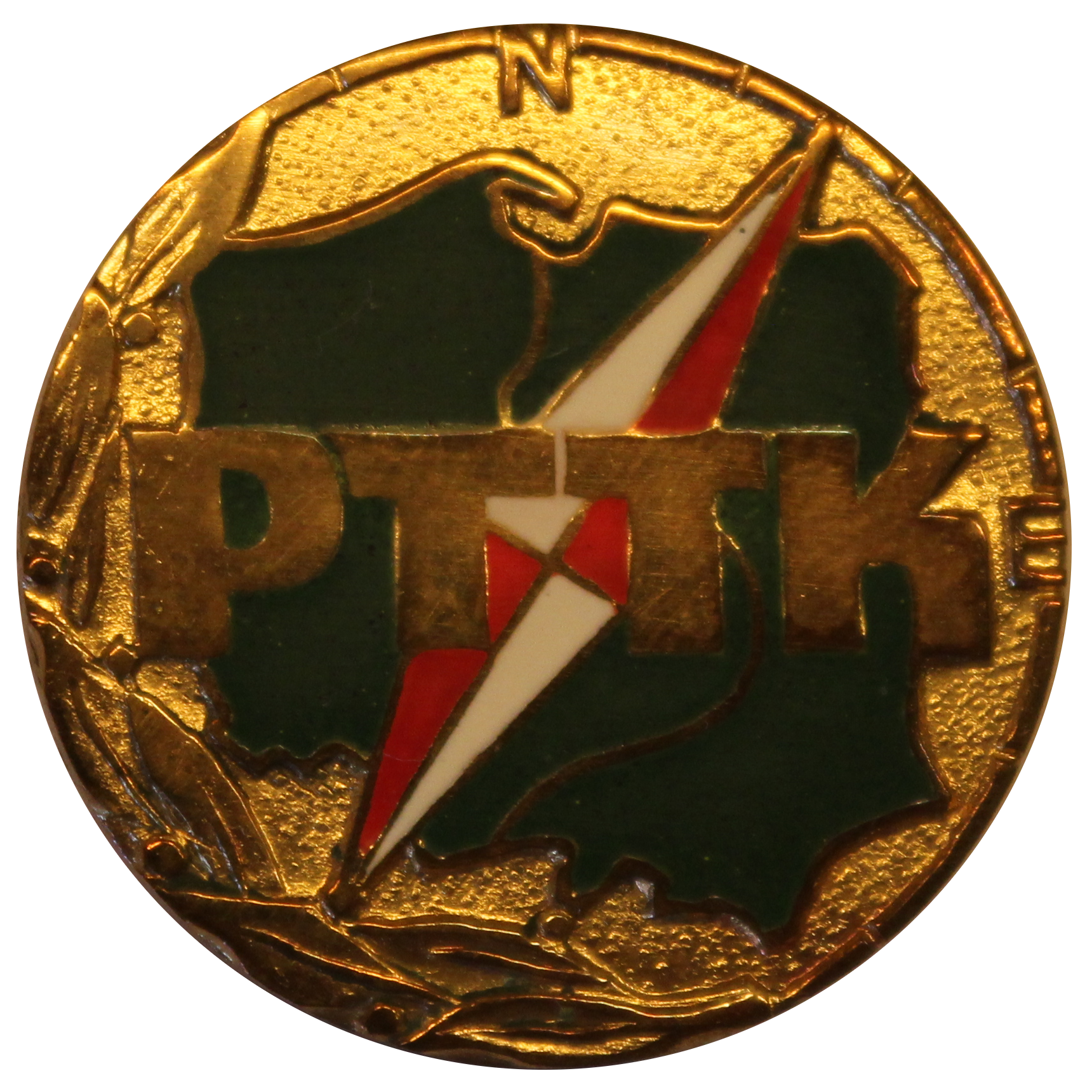
Znak towarzystwa w rysunku Złotej Honorowej Odznaki PTTK

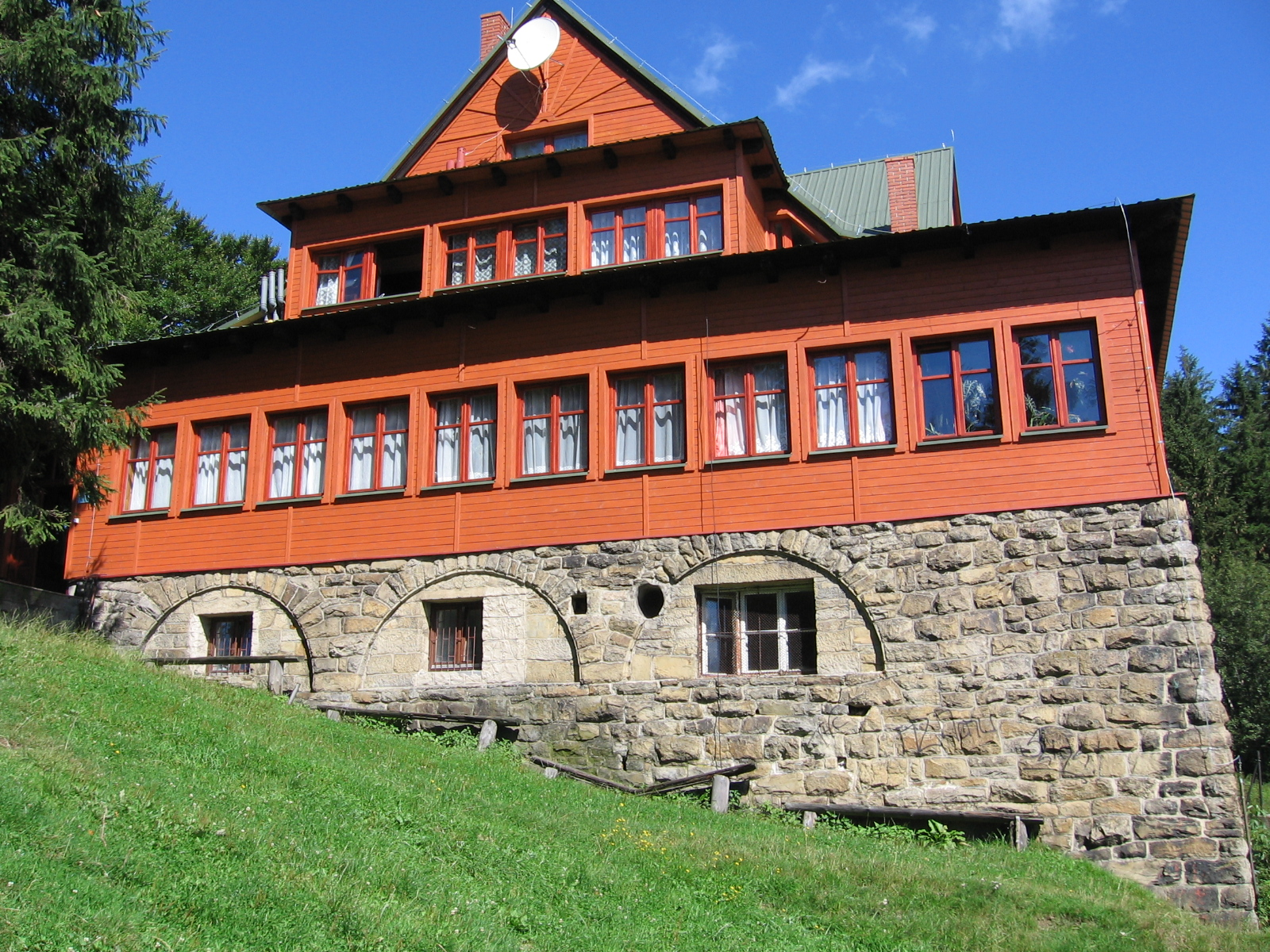
Schronisko PTTK Stożek

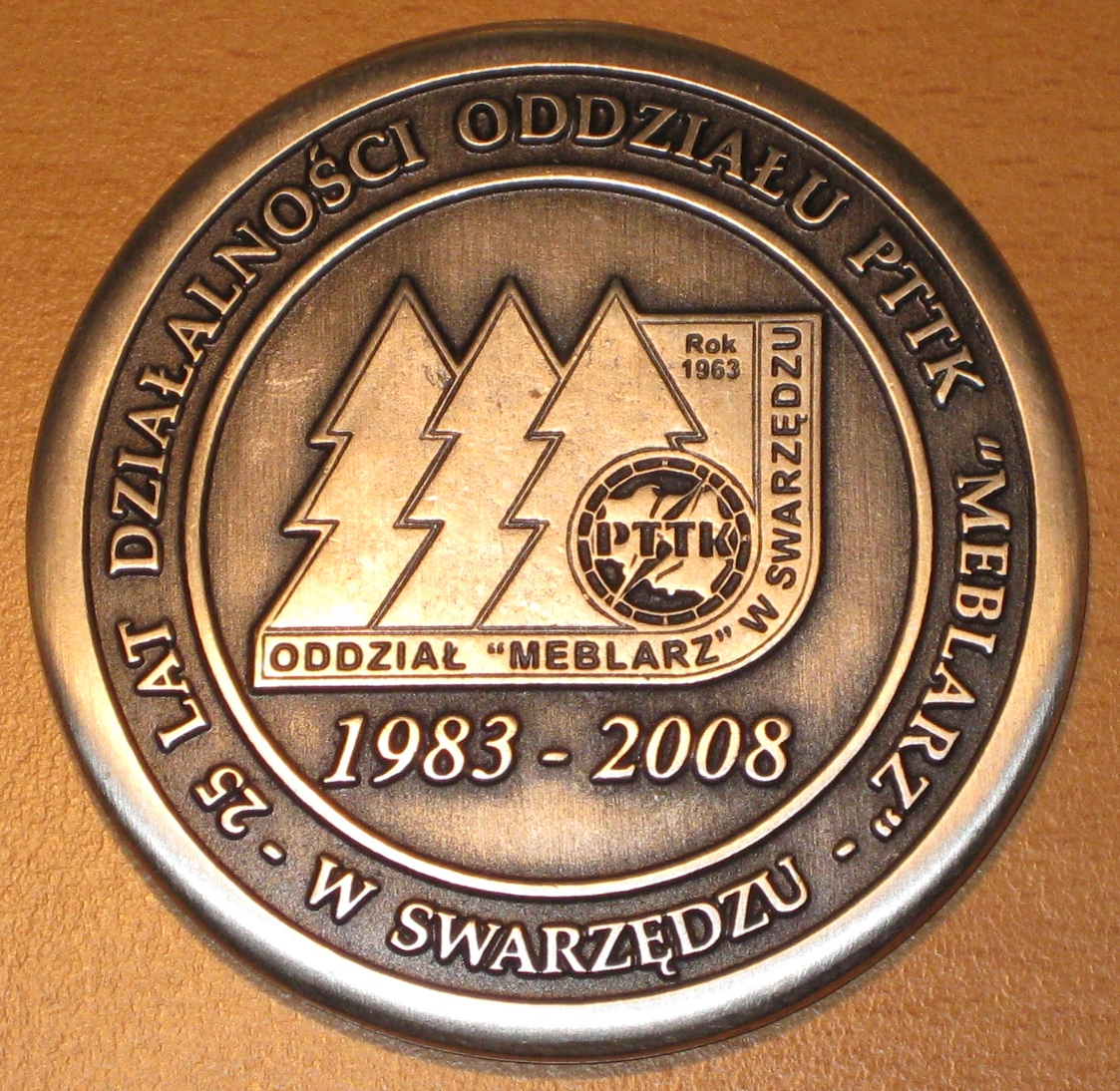
Medal z okazji 25 lat działalności Oddziału PTTK „Meblarz” w Swarzędzu

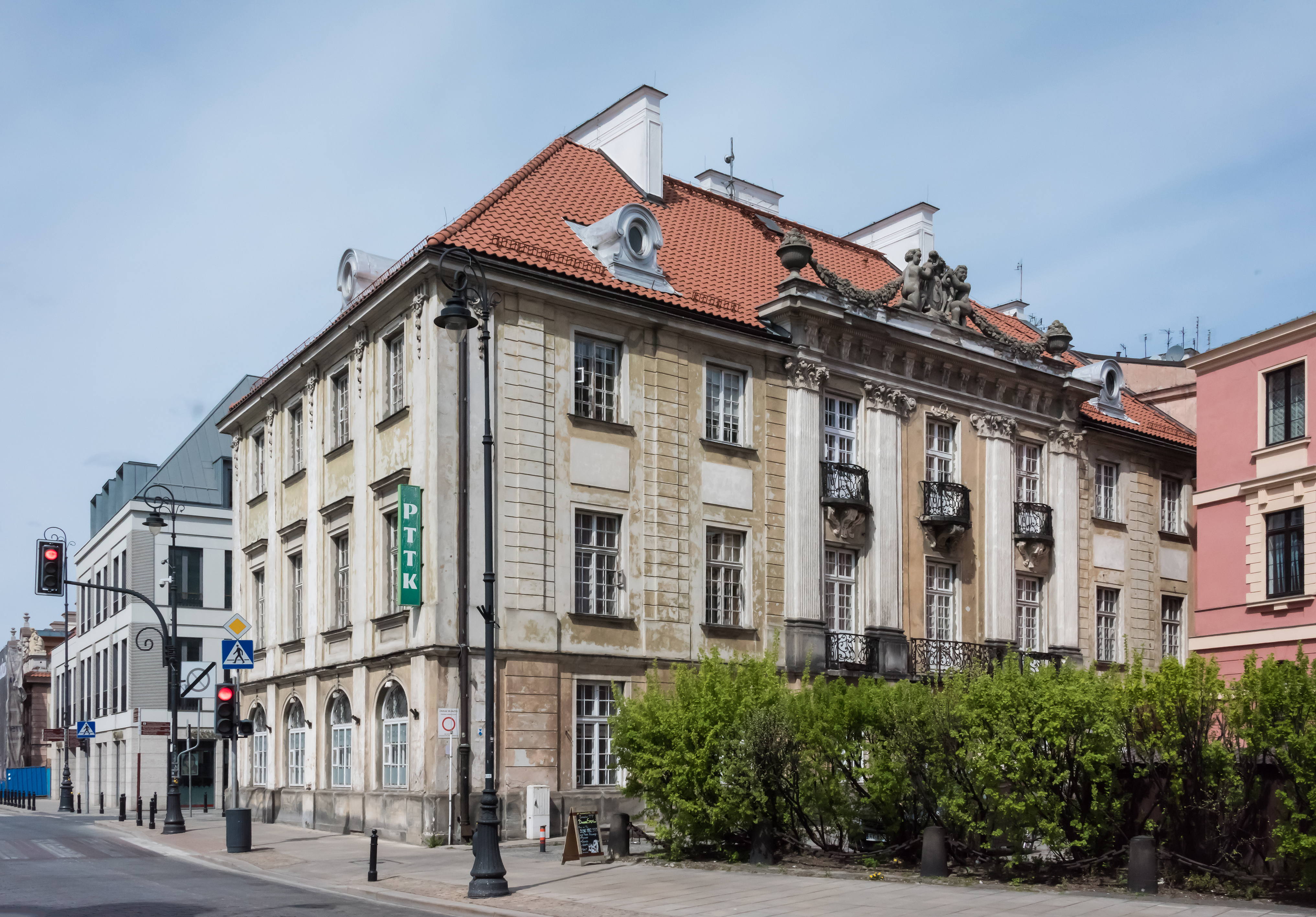
Pałac Małachowskich przy ulicy Senatorskiej 11 w Warszawie, siedziba Zarządu Głównego PTTK

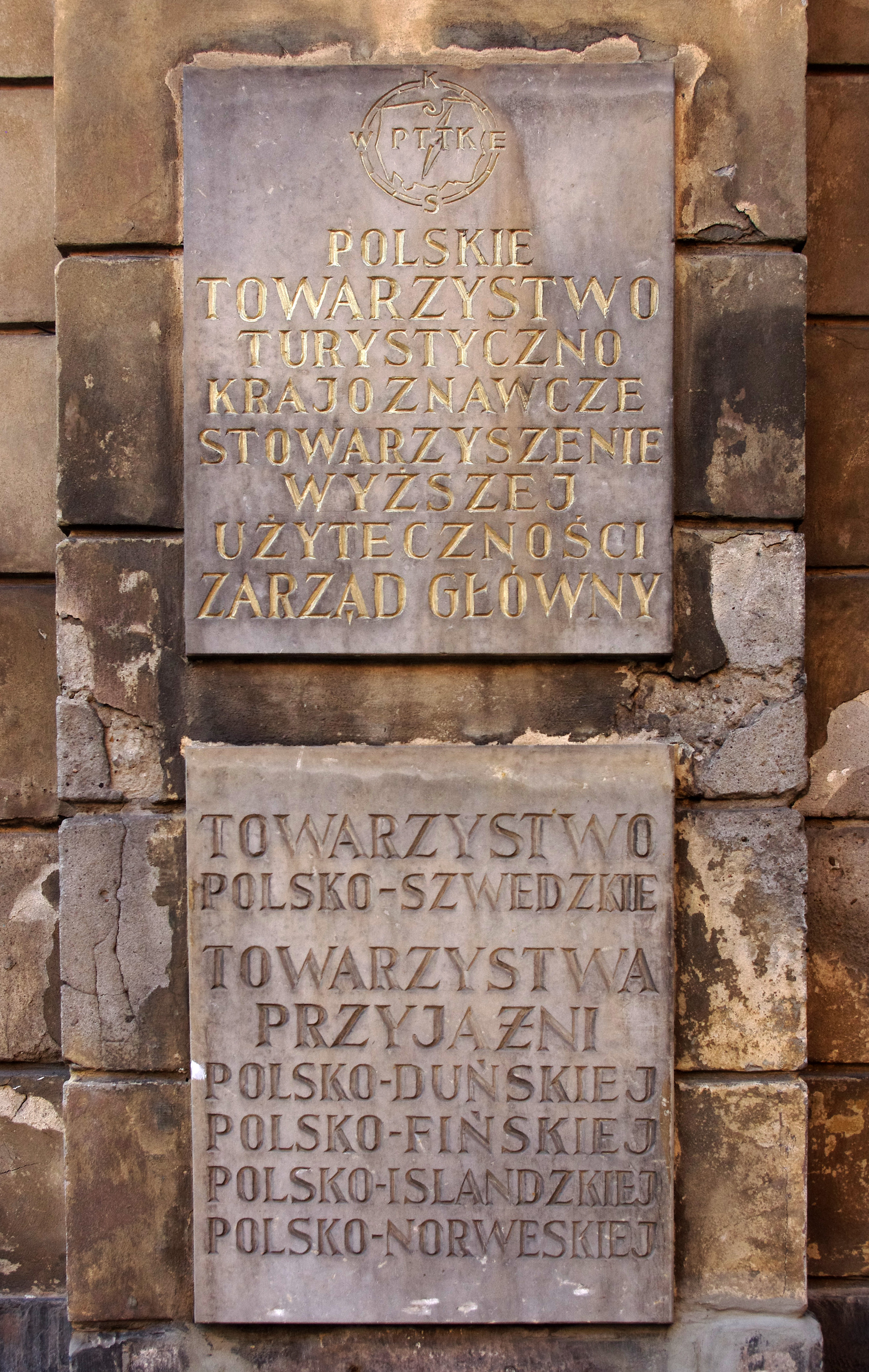
Tablice na siedzibie Zarządu Głównego PTTK przy ul. Senatorskiej 11 w Warszawie

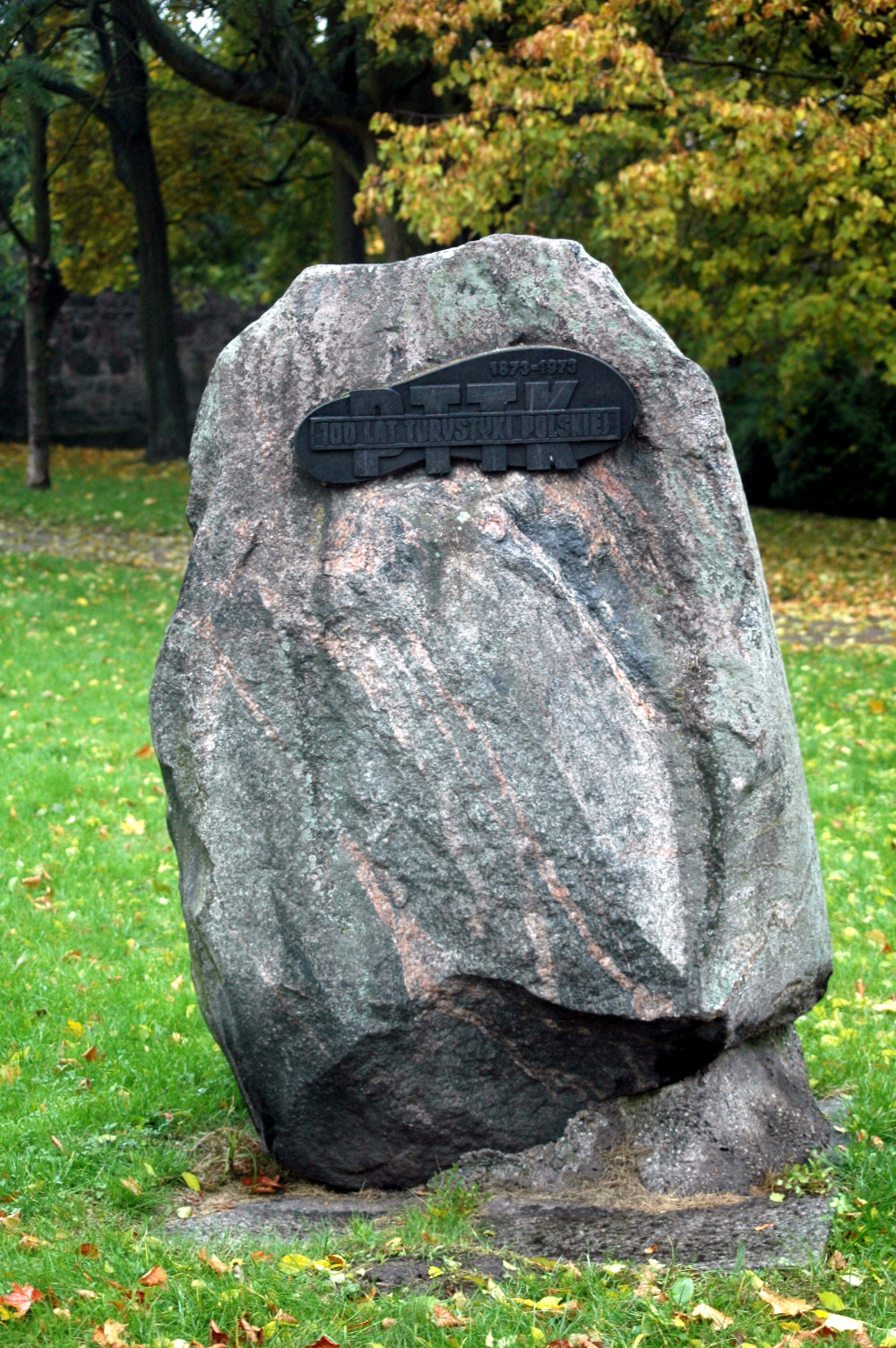
Głaz w Stargardzie postawiony z okazji 100 lat polskiej turystyki (1873–1973)

Polskie Towarzystwo Turystyczno-Krajoznawcze (PTTK) – stowarzyszenie powstałe z połączenia w 1950 Polskiego Towarzystwa Krajoznawczego i Polskiego Towarzystwa Tatrzańskiego grupujące turystów i krajoznawców. Towarzystwo stawia sobie za zadanie upowszechnianie na terenie Polski turystyki kwalifikowanej i krajoznawstwa.
Siedziba Zarządu Głównego PTTK mieści się w pałacu Małachowskich przy ulicy Senatorskiej 11 w Warszawie.

## Historia powstania
Dla wyjaśnienia wszystkich problemów i stworzenia modelu przyszłego Towarzystwa w 1948 została powołana Komisja Porozumiewawcza, a finalnym efektem jej działania było opracowanie „Podstaw ideologicznych oraz zasad przyszłego statutu”. Ostatnie Zjazdy Delegatów obu Towarzystw odbyły się w Warszawie, 16 grudnia 1950. W dniu następnym, 17 grudnia 1950, powołano Polskie Towarzystwo Turystyczno-Krajoznawcze. Leopold Węgrzynowicz, znany działacz PTKraj, odszedł w tym okresie na emeryturę, a Mieczysław Orłowicz znalazł miejsce w nowo powstałej organizacji.
W obecnie obowiązującym Statucie PTTK znajduje się informacja, że Polskie Towarzystwo Turystyczno-Krajoznawcze (…) powstałe w 1950 roku z utworzonego w 1873 roku Towarzystwa Tatrzańskiego, przekształconego w 1920 roku w Polskie Towarzystwo Tatrzańskie oraz utworzonego w 1906 roku Polskiego Towarzystwa Krajoznawczego, jest spadkobiercą tradycji i dorobku ideowego, a także następcą prawnym majątku tych Towarzystw.

## Teraźniejszość
Do PTTK należy blisko 68 tysięcy członków, zrzeszonych w 291 oddziałach, składających się z prawie 1800 kół i klubów. Baza noclegowa PTTK obejmuje ponad 20 tysięcy miejsc noclegowych w 60 domach turysty, 77 schroniskach górskich, 35 stanicach i ośrodkach turystyki wodnej, 33 ośrodkach campingowych i w 5 zajazdach. Prowadzi 8 muzeów regionalnych, 23 biblioteki, 25 regionalnych pracowni krajoznawczych i 11 Ośrodków Kultury Turystyki Górskiej, które są ośrodkami tradycji polskiego ruchu turystyczno-krajoznawczego. Gromadzone są w nich unikalne dokumenty i inne materiały świadczące o udziale PTTK i jego poprzedników w rozwoju działalności społecznej i kulturowej w Polsce. Jest wydawcą map, folderów i przewodników.
PTTK posiada własną kadrę – przewodników turystycznych, instruktorów krajoznawstwa i ochrony przyrody oraz przodowników turystyki kwalifikowanej (pieszej, górskiej, rowerowej, kajakowej, motorowej, jeździeckiej i narciarskiej). Prowadzi liczne szkolenia. Każdy z członków Polskiego Towarzystwa Turystyczno-Krajoznawczego po opłaceniu składki członkowskiej otrzymuje legitymację członkowską PTTK, będącą jednocześnie Kartą Rabatową PTTK. Dzięki Karcie członkowie PTTK mogą korzystać z rabatów handlowych za usługi noclegowe w obiektach PTTK i innych, których właściciele przystąpili do karty. Przez najatrakcyjniejsze tereny w Polsce przebiega szacunkowo 63 tysiące kilometrów wyznakowanych przez PTTK szlaków: pieszych nizinnych i górskich, rowerowych, narciarskich, jeździeckich oraz wodnych. Przez Polskę wiodą także dalekobieżne (transeuropejskie) szlaki piesze i rowerowe, nad którymi merytoryczną i prawną opiekę sprawuje PTTK.
W 2015 PTTK zorganizowało prawie 20 tysięcy wycieczek i imprez plenerowych, w których wzięło udział 570 tysięcy osób.
W 2021 Towarzystwo otrzymało Odznakę Honorową Województwa Świętokrzyskiego.

## Odznaki
PTTK promuje system odznak turystycznych i krajoznawczych, mających na celu popularyzację poznawania Polski. Należą do nich m.in.:
- Górska Odznaka Turystyczna (GOT),
- Odznaka Turystyki Pieszej (OTP),
- Odznaka Krajoznawcza,
- Turystyczna Odznaka Kajakowa,
- Żeglarska Odznaka Turystyczna,
- Kolarska Odznaka Turystyczna,
- Jeździecka Odznaka Turystyki Górskiej,
- Jeździecka Odznaka Turystyki Nizinnej,
- Górska Odznaka Narciarska (GON) i Nizinna Odznaka Narciarska (NON),
- Odznaka „Turysta Przyrodnik” (TP),
- Odznaka Imprez na Orientację (OInO),
- Motorowa Odznaka Turystyczna (MOT),
- Odznaka Turystyki Podwodnej.

Poszczególne oddziały przyznają także odznaki regionalne.
Towarzystwo jest członkiem następujących organizacji międzynarodowych:
- Europejskie Stowarzyszenie Turystyki Wędrownej (niem. Europäische Wandervereinigung (EWV)),
- Alliance Internationale de Tourisme(inne języki),
- Federation of Nature and National Parks of Europe (EUROPARC Federation)(inne języki),
- Confédération Mondiale des Activités Subaquatiques.

Do 31 grudnia 2011 PTTK było członkiem Naturfreunde Internationale (NFI).

## Władze
Władze naczelne w PTTK wybierane są podczas walnych zjazdów organizacji organizowanych co cztery lata. Spośród delegatów wybierani są członkowie zarządu głównego, głównej komisji rewizyjnej oraz głównego sądu koleżeńskiego.
Pracami zarządu głównego kieruje prezes.
| Kadencja Zarządu PTTK | Imię i nazwisko       | Długość Kadencji       | Uwagi                             |
| --------------------- | --------------------- | ---------------------- | --------------------------------- |
| I                     | Włodzimierz Reczek    | 19 XII 1950–16 I 1955  |                                   |
| II                    | Stanisław Ziemba      | 16 I 1955–1957         | Kadencja zakończona przedwcześnie |
| II-III                | Marek Arczyński       | 1957–1 VII 1960        |                                   |
| IV                    | Bronisław Bednarz     | 3 VII 1960–4 V 1962    |                                   |
| V-VII                 | Piotr Gajewski        | 6 V 1962–27 XI 1972    |                                   |
| VIII                  | Wincenty Kraśko       | 27 XI 1972–15 XII 1974 |                                   |
| VIII-IX               | Stanisław Lewandowski | 15 XII 1974–16 XI 1980 |                                   |
| IX                    | Tadeusz Rycerski      | 16 XI 1980–7 VI 1981   |                                   |
| X-XII                 | Andrzej Gordon        | 7 VI 1981–14 IV 1991   | rezygnacja 14 IV 1991 r.          |
| XII                   | Marek Dąbrowski       | 18 IV 1991–28 II 1993  |                                   |
| XIII                  | Adam Chyżewski        | 28 II 1993–7 IX 1997   |                                   |
| XIV-XV                | Janusz Zdebski        | 7 IX 1997–18 IX 2005   |                                   |
| XVI-XVI               | Lech Drożdżyński      | 18 IX 2005- 15 IX 2013 |                                   |
| XVII                  | Roman Bargieł         | 15 IX 2013 - XII 2017  |                                   |
| XVIII                 | Jacek Potocki         | XII 2017- VI 2019      |                                   |
| XIX-XX                | Jerzy Kapłon          | od lipca 2019          |                                   |

## Konkursy krasomówcze
W ramach działalności PTTK organizowane są konkursy krasomówcze mające na celu zwiększenie zainteresowania historią i atrakcjami turystycznymi różnych regionów Polski, a jednocześnie propagujące krasomówstwo. Pierwszy był Krajowy Konkurs Krasomówczy Przewodników PTTK, przeprowadzany od 1971. Potem rozszerzano ideę konkursów na młodsze grupy wiekowe.
W tej chwili poza konkursami krasomówczymi przewodników odbywają się:
- od 1976 Konkursy Krasomówcze Młodzieży Szkół Średnich (od 2000 jako Konkursy Krasomówcze Młodzieży Szkół Ponadgimnazjalnych),
- od 1985 Konkursy Krasomówcze Dzieci i Młodzieży Szkół Podstawowych,
- od 2000 Konkursy Krasomówcze Młodzieży Gimnazjalnej.

Eliminacje Konkursów odbywają się w trzech (dla konkursów młodzieżowych – w czterech) etapach. Są to poziomy: szkolny (dla konkursów młodzieżowych), powiatowy/rejonowy, wojewódzki, finał ogólnopolski. Finały konkursów krasomówczych przewodników i młodzieży szkół ponadgimnazjalnych odbywają się na zamku w Golubiu-Dobrzyniu. Konkursy dla młodzieży ze szkół podstawowych i gimnazjów powstałych z inicjatywy legnickich działaczy PTTK i ich finały odbywają się w Legnicy.